# Frumușani
Frumușani là một xã thuộc hạt Călărași, România. Dân số thời điểm năm 2002 là 5181 người.